# Andrakammarvalet i Sverige 1936
Andrakammarvalet i Sverige 1936 hölls den 20 september 1936.

## Valkampanj
Till följd av att riksdagen inte gått med på att lösa försvarsfrågan som den socialdemokratiska regeringen Hansson ville hade denna regering avgått i juni 1936 och istället hade Bondeförbundet fått bilda regering, Regeringen Pehrsson-Bramstorp.
Folkpartiets partiledare Andersson i Rasjön och statsminister Pehrsson-Bramstorp försökte göra en valfråga av Socialdemokraternas påstådda planer för socialisering av näringslivet. Socialdemokraterna hänvisade i sin tur till den politik som den socialdemokratiska regeringen fört 1932-1936 som de ansåg hade bidragit till att den ekonomiska lågkonjunkturen övervunnits.
Partiernas valaffischer:
- För kyrka och kristen tro - svensk samling med Högern
- Bort med varje tendens till diktatursträvanden - rösta med Folkpartiet
- Folkpartiet vill fri utveckling för biltrafiken

## Valresultat
För samtliga genom valet invalda riksdagsmän, se Lista över ledamöter av Sveriges riksdags andra kammare 1937-1940.
| Parti                | Parti                                                               | Partiledare             | Röster             | Röster | Röster | Mandatfördelning | Mandatfördelning |
| Parti                | Parti                                                               | Partiledare             | Antal              | %      | +− %   | Antal            | +−               |
| -------------------- | ------------------------------------------------------------------- | ----------------------- | ------------------ | ------ | ------ | ---------------- | ---------------- |
|                      | Socialdemokraterna                                                  | Per Albin Hansson       | 1 338 120          | 45,9   | +4,2   | 112              | +10 *            |
|                      | Allmänna valmansförbundet                                           | Gösta Bagge             | 512 781            | 17,6   | −5,5   | 44               | −9 *             |
|                      | Bondeförbundet                                                      | Axel Pehrsson-Bramstorp | 418 840            | 14,3   | +0,2   | 36               | −1 *             |
|                      | Folkpartiet                                                         | Gustaf Andersson        | 376 161            | 12,9   | +0,8   | 27               | +2 *             |
|                      | Socialistiska partiet                                               | Nils Flyg               | 127 832            | 4,4    | −0,9   | 6                | −2 *             |
|                      | Sveriges kommunistiska parti                                        | Sven Linderot           | 96 519             | 3,3    | +0,3   | 5                | +3               |
|                      | Sveriges nationella förbund                                         | Elmo Lindholm           | 26 750             | 0,9    | —      | —                | -3 *             |
|                      | Nationalsocialistiska arbetarepartiet                               | Sven Olov Lindholm      | 17 483             | 0,6    | —      | —                | —                |
|                      | Svenska nationalsocialistiska partiet/Nationalsocialistiska blocket | Birger Furugård         | 3 025              | 0,1    | −0,5   | —                | —                |
|                      | Centerpartiet                                                       | N.A. Nilsson            | 96                 | 0,0    | −0,1   | —                | —                |
|                      | Övriga partier                                                      | —                       | 146                | 0,0    | —      | —                | —                |
|                      | Socialistiska blocket (S + SP + SKP)                                | —                       | 1 562 471          | 53,6   | —      | 123              | —                |
|                      | Borgerliga blocket (BF + FP + AV)                                   | —                       | 1 307 782          | 44,8   | —      | 107              | —                |
| Antal giltiga röster | Antal giltiga röster                                                | Antal giltiga röster    | 2 917 753          | 100,0  |        | 230              |                  |
| Ogiltiga röster      | Ogiltiga röster                                                     | Ogiltiga röster         | 7 502              |        |        |                  |                  |
| Totalt               | Totalt                                                              | Totalt                  | 2 925 255 (74,5 %) |        |        |                  |                  |

Källa: SCB: Riksdagsmannavalen 1933-1936 s. 63
- Under mandatperioden 1932-1936 gick fem av Högerpartiets ledamöter över till andra partier; 3 till Sveriges Nationella Förbund, 1 till Folkpartiet och 1 till Bondeförbundet. Två socialdemokratiska ledamöter lämnade partiet och gick över till Socialistiska partiet. Skillnaden i mandat är räknad efter dessa partiövergångar.

Bland de invalda riksdagskandidaterna återfanns bland annat förstakammarledamoten och högerledaren Gösta Bagge.

## Regeringsbildning
Regeringen Pehrsson-Bramstorp avgick den 23 september och den 28 september utnämndes istället Regeringen Hansson II.